# Episodi de La famiglia Smith (seconda stagione)
La seconda e ultima stagione della serie televisiva La famiglia Smith è stata trasmessa per la prima volta negli Stati Uniti sulla ABC dal 15 settembre 1971 al 7 giugno 1972.
In Italia è andata in onda per la prima volta su Rai 1 tra il 14 e il 29 marzo 1977. Nel primo passaggio televisivo in italiano, gli episodi non sono andati in onda in ordine cronologico e sono stati mescolati a quelli della prima stagione.
| nº | Titolo originale            | Titolo italiano               | Prima TV USA      | Prima TV Italia |
| -- | --------------------------- | ----------------------------- | ----------------- | --------------- |
| 1  | The Anniversary             |                               | 15 settembre 1971 |                 |
| 2  | Day in the Court            |                               | 22 settembre 1971 |                 |
| 3  | Stakeout                    | Servizio di pattuglia         | 29 settembre 1971 | 15 marzo 1977   |
| 4  | Lost Lady                   | Una vita da salvare           | 6 ottobre 1971    | 16 marzo 1977   |
| 5  | Father's Day                | Il giorno del papà            | 13 ottobre 1971   | 17 marzo 1977   |
| 6  | Blind Chance                | L'ha voluto il destino        | 20 ottobre 1971   | 18 marzo 1977   |
| 7  | Mac                         | Un incontro a sorpresa        | 27 ottobre 1971   | 19 marzo 1977   |
| 8  | Rumpus Room                 | La stanza dei giochi          | 3 novembre 1971   | 21 marzo 1977   |
| 9  | Ambush                      | Il testimone                  | 10 novembre 1971  | 14 marzo 1977   |
| 10 | The Weekend                 | Avvocato difensore            | 17 novembre 1971  | 22 marzo 1977   |
| 11 | Man in the Middle           |                               | 24 novembre 1971  |                 |
| 12 | Class of '46                | Il compagno di corso          | 8 dicembre 1971   | 23 marzo 1977   |
| 13 | Family Man                  | Crisi familiare               | 15 dicembre 1971  | 24 marzo 1977   |
| 14 | Christmas Rush              |                               | 22 dicembre 1971  |                 |
| 15 | Taste of Fear               | Il sapore della paura         | 29 dicembre 1971  | 25 marzo 1977   |
| 16 | Where There's Smoke         |                               | 5 gennaio 1972    |                 |
| 17 | Off Duty Cop                | Poliziotto fuori servizio     | 12 aprile 1972    | 26 marzo 1977   |
| 18 | Winner Take All             |                               | 19 aprile 1972    |                 |
| 19 | San Francisco Cop           |                               | 26 aprile 1972    |                 |
| 20 | My Mother, the Star         |                               | 10 maggio 1972    |                 |
| 21 | Rogue Cop                   |                               | 17 maggio 1972    |                 |
| 22 | Ten O'Clock and All Is Well | Sono le dieci e tutto va bene | 24 maggio 1972    | 28 marzo 1977   |
| 23 | Homecoming                  | Aria di casa                  | 31 maggio 1972    | 29 marzo 1977   |
| 24 | Father-In-Law               |                               | 7 giugno 1972     |                 |